# Tumar Aghadż
Tumar Aghadż – wieś w Iranie, w ostanie Azerbejdżan Zachodni, w szahrestanie Szahin Deż. W 2006 roku liczyła 374 mieszkańców.